# Teodora Hazarska
Teodora Hazarska (grčki Θεοδώρα των Χαζάρων) bila je druga carica supruga Justinijana II. († 11. prosinca 711.), cara Istočnog Rimskog Carstva. Njezin je brat bio kagan Hazara Busir, ali nije poznato na koji su način Teodora i Busir bili povezani s Biharom, koji je bio otac buduće carice Tzitzak.
Nije poznato koje je bilo izvorno Teodorino ime. Udala se za Justinijana godine 703., dok je on bio u progonstvu na dvoru njezina brata. Premda je izvorno bila paganka, Teodora se ipak preobratila na kršćanstvo, religiju svog supruga te je dobila ime Teodora („Božji dar”). Moguće je da je to ime bilo izabrano u znak sjećanja na prijašnju caricu Teodoru, ženu Justinijana I. Busir je paru dao kuću, ali je Justinijanov neprijatelj, car Tiberije III., doznao za Teodorin i Justinijanov brak te je ponudio mito Busiru, kako bi mu Busir predao Justinijana, koji je uspio pobjeći zahvaljujući Teodori. Godine 705., Justinijan je uspio svrgnuti Tiberija III. te je opet bio car. Nakon što je Teodora stigla u Carigrad, okrunjena je za Augustu te je tako bila legitimna carica. 
Jedino dijete Justinijana i Teodore bio je sin Tiberije.
| Kraljevske titule                          | Kraljevske titule | Kraljevske titule                   |
| ------------------------------------------ | ----------------- | ----------------------------------- |
| prethodnik Eudokija (žena Justinijana II.) | Bizantska carica  | nasljednik Marija (žena Leona III.) |